# Botswana
République du Botswana
(tn) Lefatshe la Botswana 
(en) Republic of Botswana 
Le Botswana (/bɔt.swa.na/ ), terme tswana signifiant « pays des Tswanas » du nom de l'ethnie principale, en forme longue la république du Botswana, en tswana Lefatshe la Botswana, est un pays d'Afrique australe sans accès à la mer, entouré de l'Afrique du Sud au sud et sud-est, de la Namibie à l'ouest, de la Zambie au nord et du Zimbabwe au nord-est. Sa capitale est Gaborone. Les habitants s'appellent les Botswanais.
Autrefois, le Protectorat britannique était appelé Bechuanaland. Le Botswana adopta son nom après son indépendance à l'intérieur du Commonwealth le 30 septembre 1966. Son économie, majoritairement liée à son voisin sud-africain, est dominée par les services (43 % en part du PNB en 1999), les mines (48 %), les industries (4 %) et l'agriculture (5 %). Son taux de transparence est de 6,1 en 2011 (5,4 en 2007) sur une échelle de 10, faisant du Botswana le pays le moins corrompu du continent africain,.
Le pays est régulièrement placé au premier rang des pays africains en matière de gouvernance et de transparence (30e sur 174 pays selon l’Indice 2012 de la perception de la corruption de Transparency International). Ce pays est surnommé « le miracle africain », « l’exception du continent » ou encore « la Suisse de l’Afrique ».

## Histoire
À la fin du XIXe siècle, les hostilités éclatent entre les Tswanas, habitant le Botswana, et les tribus Ndebele migrant sur ce territoire depuis le désert du Kalahari. Les tensions montent également d'un cran avec les colons Boers venant du Transvaal. Après les demandes d'assistance lancées par les dirigeants botswanais Khama III, Bathoen et Sebele, le gouvernement britannique met le Bechuanaland sous sa protection le 31 mars 1885. La partie nord de ce territoire passe sous administration directe en tant que protectorat du Bechuanaland, formant le Botswana actuel. La partie sud du territoire est intégrée à la colonie du Cap, et fait maintenant partie de la province nord-ouest de l'Afrique du Sud. La majorité des personnes parlant setswana vivent aujourd'hui en Afrique du Sud.

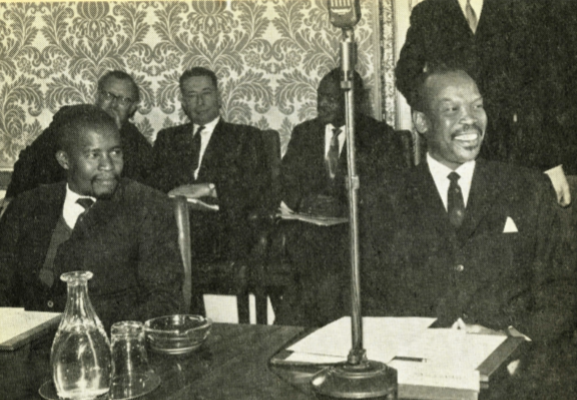
Négociations d'indépendance du Botswana,1965.

Lorsque l'Union de l'Afrique du Sud est formée en 1910, englobant les principales colonies britanniques de la région, le protectorat du Bechuanaland, le Basutoland (actuel Lesotho) et le Swaziland (actuel Eswatini) - les High Commission Territories - ne sont pas inclus, mais leur incorporation ultérieure est prévue. Toutefois, l'Empire britannique s'engage vaguement à consulter au préalable les habitants de ces territoires. Bien que les gouvernements successifs d'Afrique du Sud cherchent plusieurs fois à intégrer ces territoires, le Royaume-Uni ne cesse de retarder sa décision, et cette intégration n'a finalement jamais eu lieu. En 1948, le National Party est élu au gouvernement, et il institue l'apartheid en Afrique du Sud. Il se retire de la communauté du Commonwealth en 1961, mettant ainsi fin à toute perspective d'intégration de ces territoires dans l'Afrique du Sud.
Une expansion de l'autorité centrale britannique et l'évolution du gouvernement tribal aboutissent à la création en 1920 de deux conseils consultatifs représentant les Africains et les Européens. Les proclamations de 1934 régularisent les lois et pouvoirs des tribus. Un conseil consultatif euro-africain est formé en 1951, et la constitution de 1961 crée un conseil consultatif législatif.
En juin 1964, le Royaume-Uni accepte les propositions de création d'un gouvernement autonome élu démocratiquement au Botswana. En 1965, le siège du gouvernement est transféré depuis Mafikeng en Afrique du Sud, vers Gaborone nouvellement créée. La constitution de 1965 mène aux premières élections générales et à l'indépendance, le 30 septembre 1966. Seretse Khama, un chef de file du mouvement pour l'indépendance, est élu premier président de la république du Botswana. Réélu à deux reprises, il meurt en fonction en 1980. La présidence est transmise au vice-président, Quett Masire, qui est élu en son nom propre en 1984 et réélu en 1989 et 1994. Masire prend sa retraite de son poste en 1998. La présidence est transmise au vice-président, Festus Mogae, qui remporte ensuite l'élection de 1999 et est réélu en 2004. Le président suivant est le lieutenant-général Ian Khama qui entre en fonction 2008, en prévision des élections de 2009. Il est le fils du premier président du Botswana, et un ancien chef de l'armée du Botswana (BDF). Élu formellement en 2009 et réélu en 2014, il demeure en fonction jusqu'en 2018, date à laquelle il démissionne pour laisser la place au vice-président Mokgweetsi Masisi qui lui succède.

## Politique
La politique du Botswana s'effectue dans le cadre d'une république, alliant un régime présidentiel à une démocratie représentative, dans lequel le président de la République est à la fois le chef de l'État et le chef du gouvernement. Le pouvoir exécutif est exercé par le gouvernement. Le pouvoir législatif est exercé par le gouvernement et l'Assemblée nationale, mais le pouvoir judiciaire est indépendant de l'exécutif et du législatif. C'est également un système multipartite, dominé par le Parti démocratique du Botswana après l'indépendance jusqu'en 2024, date de la première alternance démocratique. D'après le tableau d'indice de démocratie, le Botswana est le pays ayant le régime démocratique qui se rapproche le plus d'une démocratie complète en Afrique.

### Défense
Au moment de l'indépendance, le Botswana n'a pas de force armée. À la suite de conflits avec la Rhodésie (actuel Zimbabwe), le Botswana se dote d'une force armée, les Forces de défense botswanaises (BDF), en 1977. Le président du Botswana en est le commandant en chef, et il désigne un conseil de défense. La BDF compte aujourd'hui près de 12 000 membres.
À la suite de l'évolution de la situation politique en Afrique du Sud et dans la région, les missions de la BDF sont de plus en plus centrées sur les activités de lutte anti-braconnage, la préparation aux catastrophes, et des opérations de maintien de la paix à l'étranger. Les États-Unis sont le plus gros contributeur étranger au développement de la BDF, et une grande partie de son corps des officiers a reçu une formation américaine.

### Relations internationales
Le Botswana met l'accent sur son intégration économique et politique en Afrique australe. Il cherche à faire de la Communauté de développement d'Afrique australe un outil de développement économique, et encourage les efforts permettant à la région d'assurer elle-même sa propre diplomatie préventive, de résoudre localement les conflits et assurer une bonne gouvernance. Le Botswana a accepté amicalement l'Afrique du Sud post-apartheid comme partenaire dans ces efforts. Le Botswana s'associe généralement au consensus africain sur la plupart des grandes questions internationales et est membre d'organisations internationales telles que les Nations unies, le Commonwealth et l'Union africaine (UA). Le Botswana est également membre de la Cour pénale internationale, avec un accord bilatéral d'immunité pour l'armée américaine (couvert par l'article 98 du Statut de Rome).

## Subdivisions

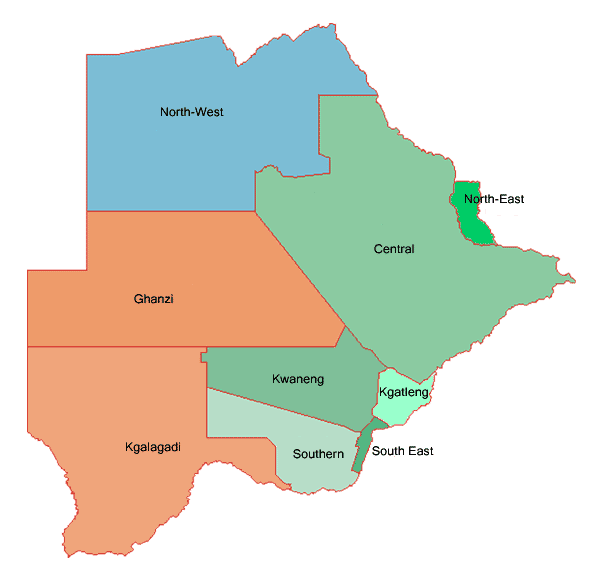
Districts du Botswana.

Le Botswana est partagé en 10 districts :
1. Central
2. Ghanzi
3. Kgalagadi
4. Kgatleng
5. Kweneng
6. Nord-Est
7. Nord-Ouest
8. Sud-Est
9. Sud
10. Chobe

Les principales villes sont Gaborone et Francistown, mais d'autres agglomérations de taille plus réduites existent : (dans l'ordre décroissant de population)
1. Molepolole
2. Selebi-Phikwe
3. Maun
4. Serowe
5. Kanye
6. Mahalapye
7. Mochudi
8. Mogoditshane
9. Gabane
10. Tutume
11. Lobatse
12. Molapowabojang
13. Palapye
14. Tlokweng
15. Ramotswa
16. Thamaga
17. Moshupa
18. Tonota
19. Jwaneng
20. Orapa
21. Letlhakane
22. Bobonong
23. Orapa
24. Shashe/Semotswane

## Géographie

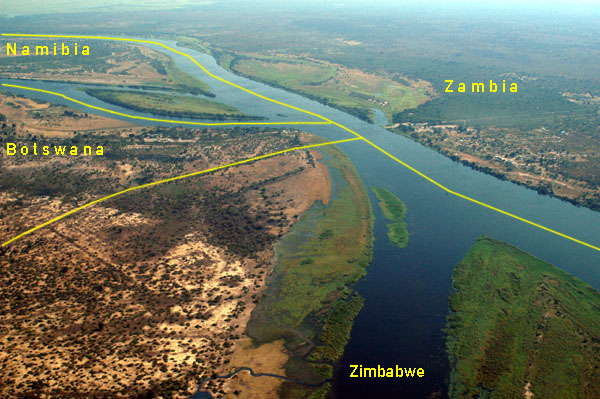
Le fleuve Zambèze, à l'endroit où le quadripoint connecte la Namibie, la Zambie, le Zimbabwe et le Botswana.

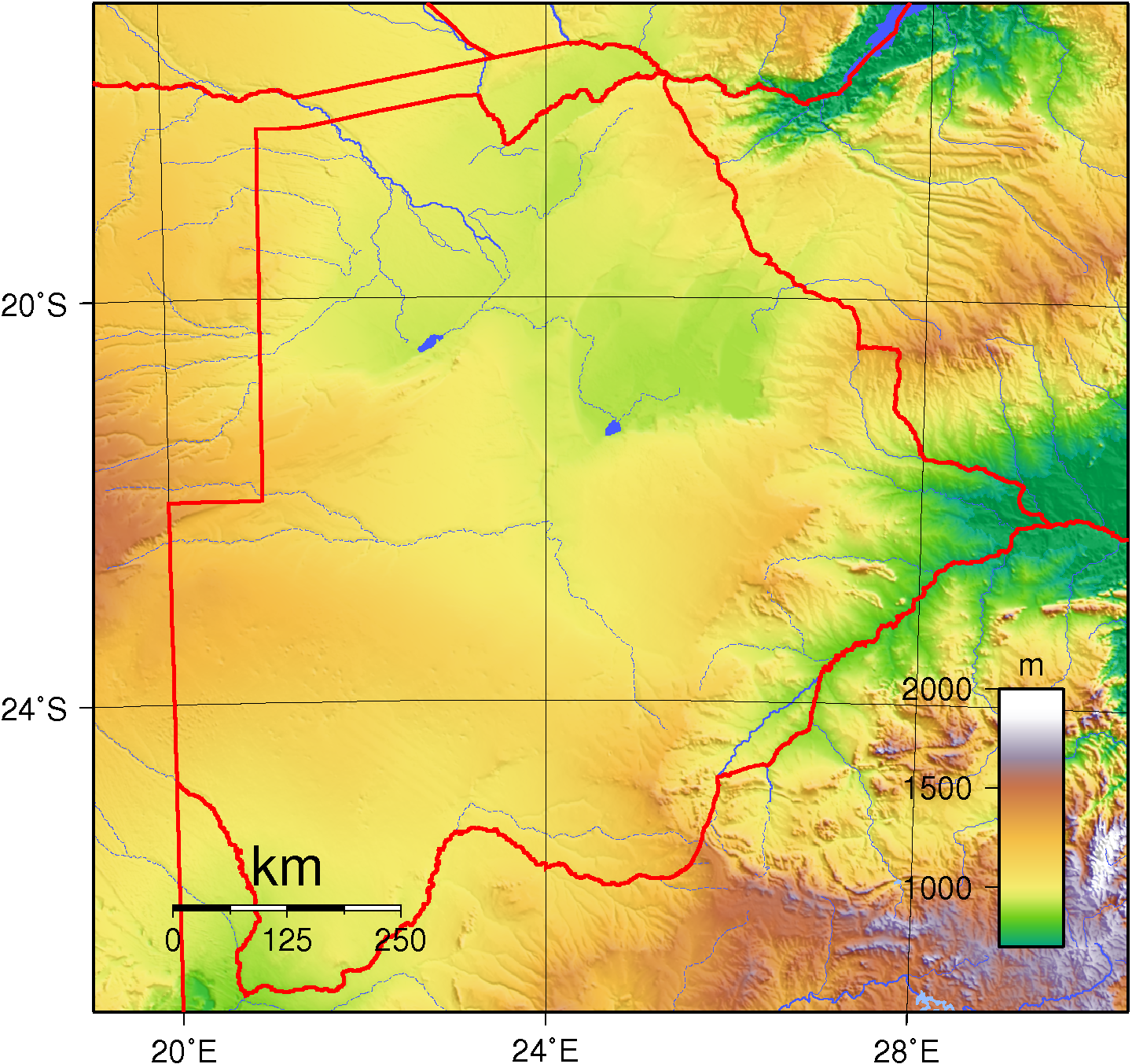
Carte topographique du Botswana.

### Localisation, frontière et superficie
Le Botswana est un pays de l'Afrique australe, situé entre la Zambie, le Zimbabwe, l'Afrique du Sud et la Namibie. Son territoire est enclavé et ne dispose d'aucun accès direct à la mer, sauf par la voie fluviale offerte par le fleuve Zambèze. En termes de superficie, avec ses 581 730 km2, le Botswana est placé au 45e rang mondial (juste après l'Ukraine) et son territoire est d'une taille équivalente à l'île de Madagascar.

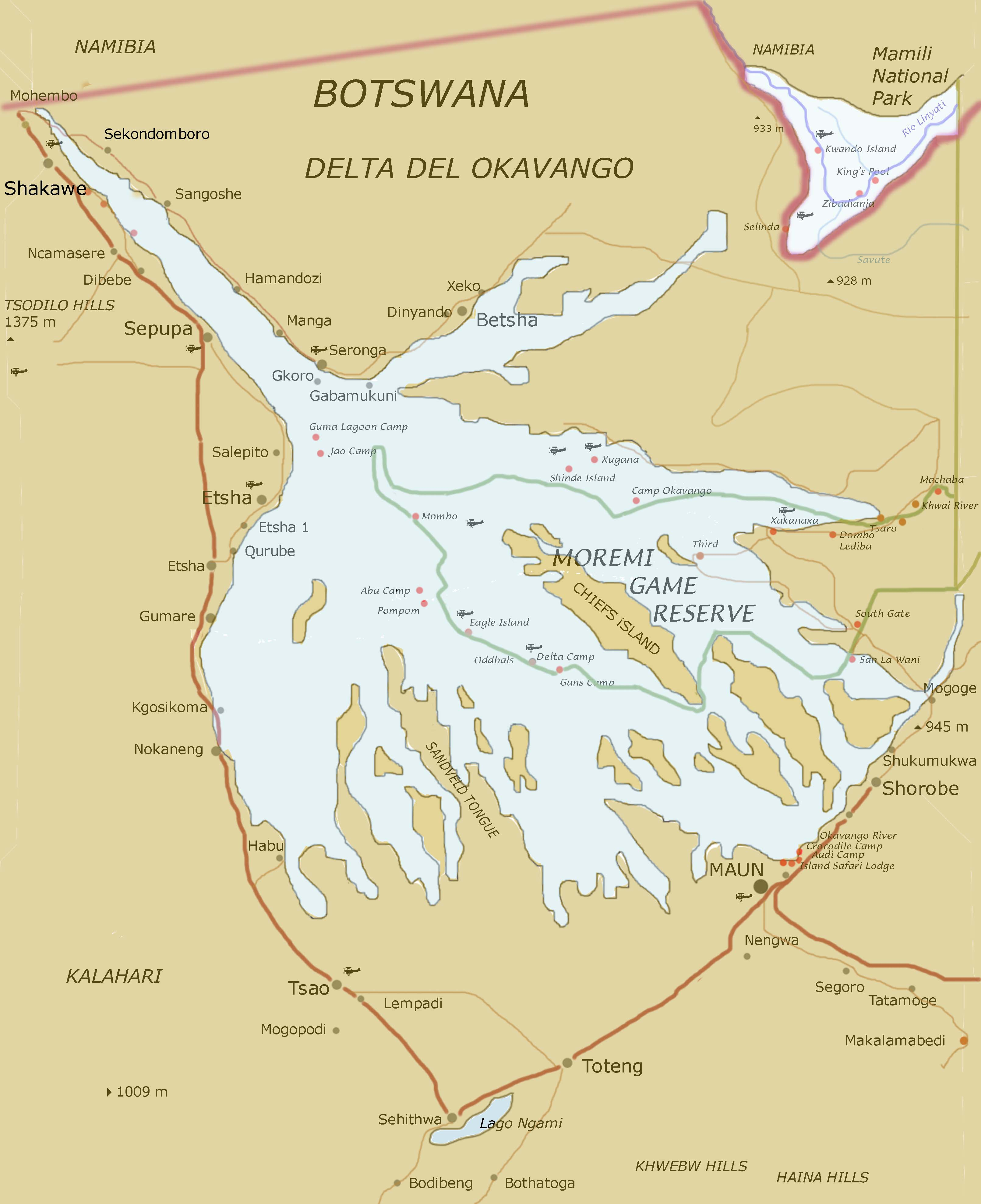
Carte du delta de l'Okavango.

#### Territoires limitrophes
| Namibie, à 227 km | Zambie, à 1 060 km | Zimbabwe, à 924 km       |
|                   | Botswana           |                          |
|                   |                    | Afrique du Sud, à 260 km |

### Topographie, relief et hydrographie
Le Botswana est majoritairement plat, formant un plateau vallonné. Le bassin du fleuve Limpopo constitue le principal relief de l'ensemble de l'Afrique australe, et notamment du Botswana.

Le delta de l'Okavango, situé dans le nord-ouest du pays, est le second plus grand delta intérieur du monde avec une superficie de 18 000 km2 ; et l'Okavango, le plus long fleuve, mesure 1 600 km.

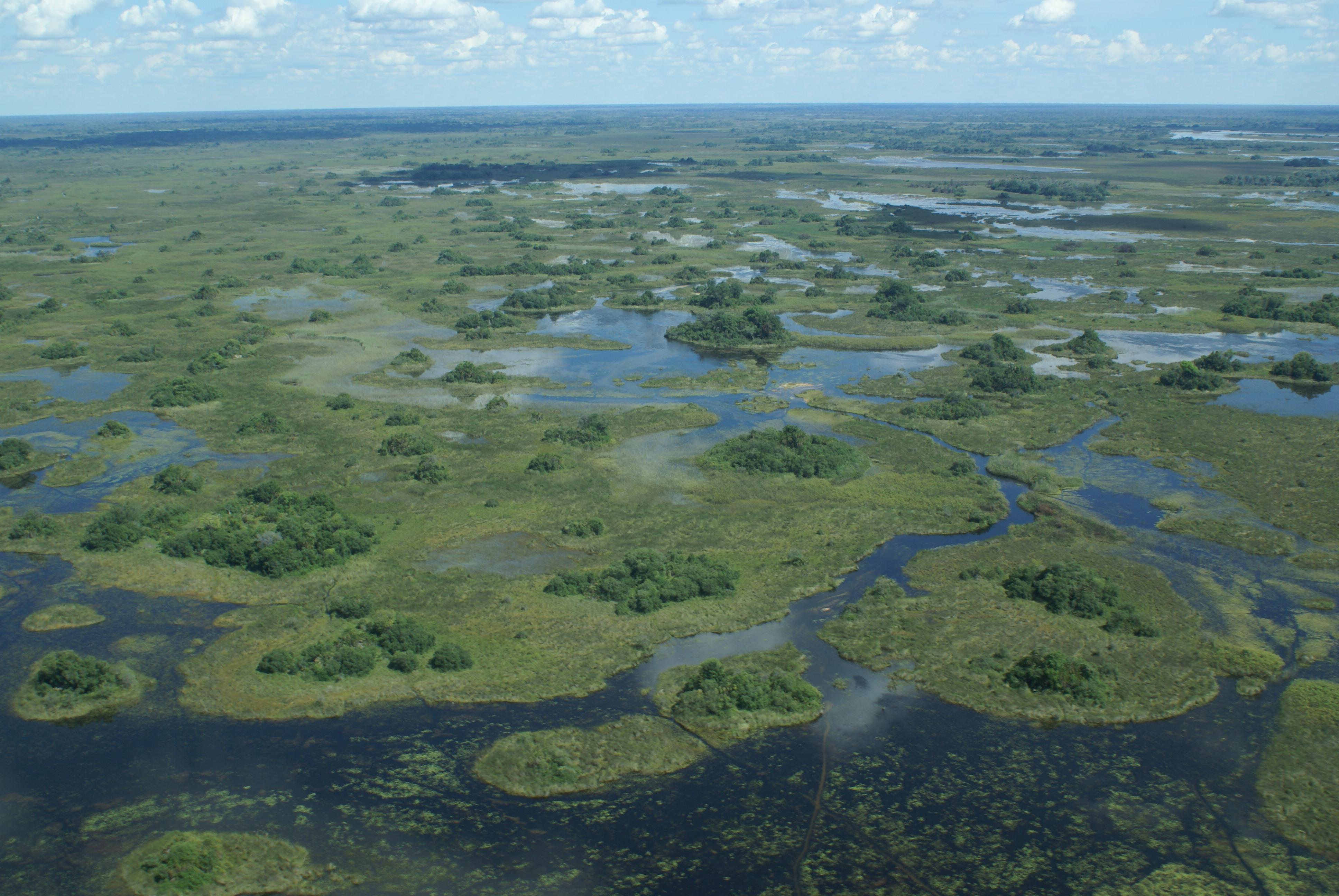
Vue aérienne du delta de l'Okavango.

### Paysages et environnement
Le Botswana est dominé par le désert du Kalahari, couvrant pratiquement 70 % de la superficie du pays, se situe dans le sud-ouest du pays. Quant au reste de son territoire, il est notamment constitué d'un ensemble hostile de collines rocailleuses, de marais salants asséchés et de buissons épineux.

Également, le pays possède divers types d'habitat pour la faune sauvage, dont le delta de l'Okavango, le désert du Kalahari, la prairie et la savane. Le pan de Makgadikgadi, un grand désert de sel, est quant à lui situé dans le nord.

Éléphants de savane d'Afrique à Elephant Sands dans le Botswana. Juillet 2018.

### Répartition de la population
La population humaine occupe et vit sur seulement moins de 2 % du territoire, surtout dans l'est et le sud-est (Gaborone) du pays.

## Économie

Évolution du PIB réel par habitant de différents pays d'Afrique australe.

Le Botswana pourrait facilement passer pour un modèle de réussite économique sur le continent africain. Il a bâti son avenir sur une administration démocratique, stable, compétente et peu corrompue (Transparency International le classe régulièrement comme le pays le moins corrompu d'Afrique), une gestion prudente et un sous-sol riche en diamants (dont il est le troisième producteur mondial) et en minéraux (cuivre, nickel), mais aussi en charbon et pétrole. Ce pays, qui lors de son indépendance en 1966 était l'un des vingt-cinq plus pauvres du monde, se classe désormais parmi les plus prospères du continent. Il s'agit du seul pays au monde qui a pu afficher, lors de la période 1970-2000, une croissance annuelle moyenne de près de 9 % ; il est en outre le premier pays à être sorti du groupe des pays les moins avancés, en 1994 — avant le Cap-Vert en 2007, les Maldives en 2011, les Samoa en 2014, etc.. En 2024, le Botswana est classé en 87e position pour l'indice mondial de l'innovation.
Cette richesse théorique est cependant menacée par une trop grande dépendance de l'économie vis-à-vis du secteur minier, ainsi que par l'épidémie de SIDA qui sévit dans toutes les couches de la population.
Le pays figure sur la liste française des paradis fiscaux en avril 2012, mais en est sorti en 2020.
Le gouvernement de Mokgweetsi Masisi lève en 2019 l'interdiction de la chasse à l'éléphant et propose dans des ventes aux enchères auprès d'entreprises des permis de chasse. Ces entreprises les revendent par la suite, avec une marge, aux chasseurs de trophées. L'Afrique australe est devenue le théâtre d'un tourisme de chasse, en provenance majoritaire des États-Unis.
En 2023, la place de l'industrie du diamant représente le tiers du PIB. Le gouvernement exige d'obtenir un meilleur partage des bénéfices avec le concessionnaire, la société De Beers. Un accord est trouvé en juin permettant au pays de vendre directement une part de la production : le gouvernement reçoit 10% de la valeur brute des pierres,.

## Démographie
La population du Botswana est estimée à 2 209 208 habitants en 2016 par le The World Factbook, et était de 2 024 787 habitants d'après le recensement de 2011. 32,4 % de la population était âgée de 0 à 14 ans, 63,5 % âgée entre 15 et 64 ans et 4,1 % de 65 ans ou plus. Le pays connait une croissance de sa population de 1,19 % par an en 2016, avec un taux de natalité de 20,7 ‰, un taux de mortalité de 13,3 ‰, un taux de mortalité infantile de 8,6 ‰, une fécondité de 2,3 enfants par femme et un taux de migration de 4,5 ‰[réf. nécessaire].

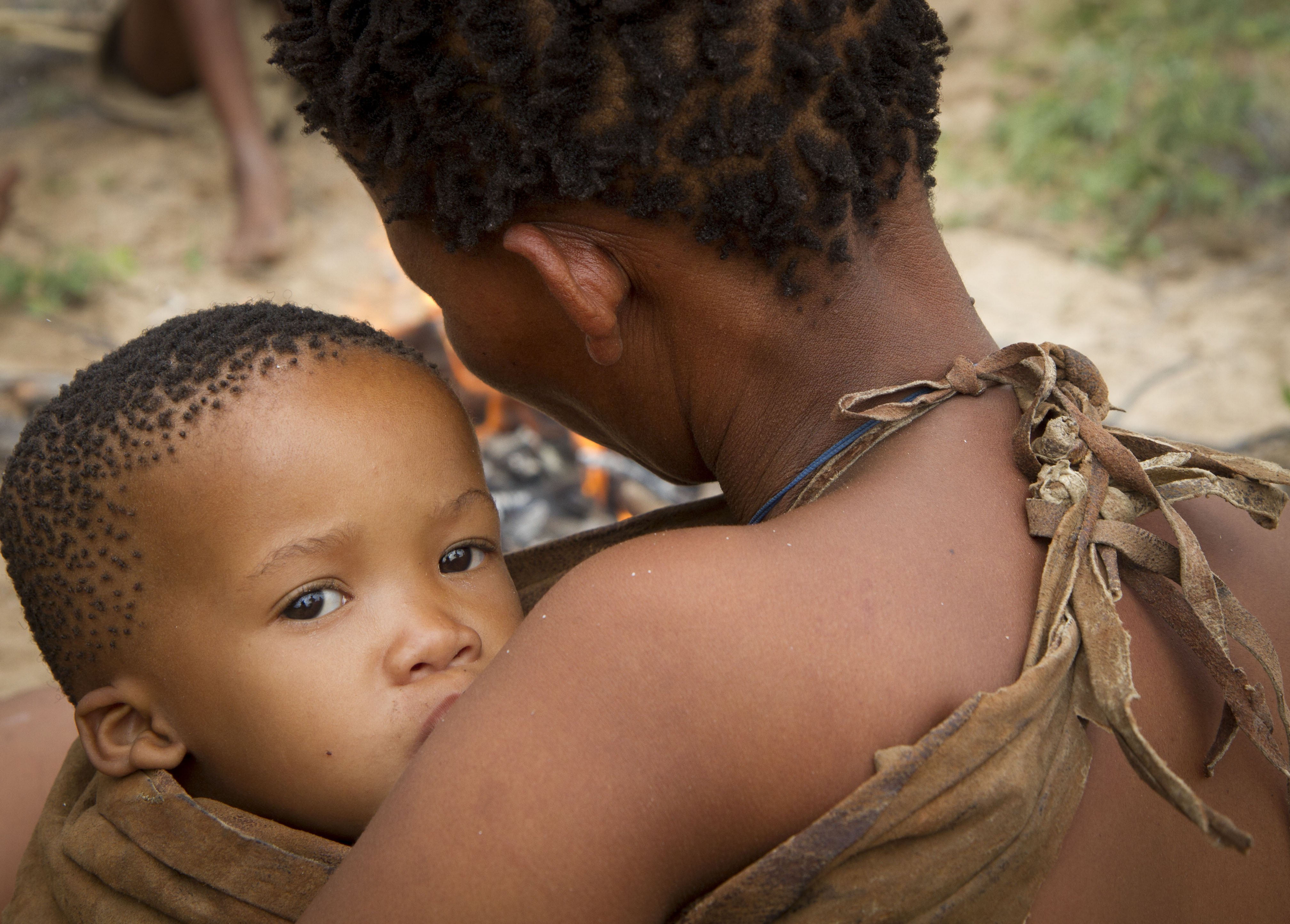
Une femme et son enfant.

Avec seulement 3,8 hab./km2, le Botswana est l'un des pays les moins densément peuplés du monde.
En 2023, 360 000 personnes sont touchées par le VIH, soit près de 20 % de la population. L'espérance de vie est en 2013 de 56,9 ans pour les hommes et de 54,3 ans pour les femmes.

### Religions
Environ 79 % de la population est chrétienne, 15 % n'a pas de religion[réf. nécessaire].

### Langues
La langue officielle du Botswana est l'anglais. Cependant, 90 % de la population parle le tswana. Cette langue est la plus répandue dans le pays. L'afrikaans y est aussi parlé par de petites communautés. Le Français est la seule langue étrangère proposée dans le système éducatif.

## Culture

### Artisanat
Dans la partie nord du Botswana, les femmes des villages de Etsha et Gumare sont connues pour leur aptitude à l'élaboration de paniers tressés à partir de la fibre de palmier Mokola (Hyphaene petersiana) et de colorants locaux. Les paniers sont généralement de trois types : de grands paniers avec couvercles utilisés pour le stockage, de grands paniers ouverts pour transporter des objets sur la tête ou pour vanner du grain battu, et de petites plaques de vannage pour grains pilés.
Dans la partie sud-est du Botswana, l'artisanat local s'exprime aussi au travers de la poterie de Thamaga et des tissages du village d'Oodi.
Dans le désert du Kalahari, les plus anciennes peintures de cette région de l'Afrique furent l'œuvre des Khoisan (Kung San! / San) il y a environ vingt mille ans, et dépeignent la chasse, des animaux et des figures humaines.

### Littérature
Les paysages du Botswana ont inspiré de nombreux romans, et quelques écrivains du pays développèrent la littérature de ce pays.
Bessie Head (1937-1986) est une écrivaine du Botswana. Elle a fui le régime de l'apartheid en Afrique du Sud pour vivre et écrire sur le Botswana. Elle y a vécu de 1964 (quand il était encore le protectorat du Bechuanaland) jusqu'à sa mort, à l'âge de 49 ans, en 1986. Elle a vécu à Serowe, et ses plus célèbres ouvrages, When Rain Clouds Gather (1968), Maru (1971) et A Question of Power (1973) y sont exposés.
Le Botswana sert de décor à une série de romans populaires et mystérieux d'Alexander McCall Smith. Le personnage principal, Precious Ramotswe, vit à Gaborone. Le premier roman de la série, The No. 1 Ladies' Detective Agency, est publié en 1998 au Royaume-Uni (et en 2001 aux États-Unis). Ces romans sont appréciés pour leur intérêt humain et leur couleur locale. Un film a été tourné en Kgalewood, au pied du Mont Kgale, au Botswana.
Norman Rush, qui a servi en tant que directeur du Corps de la paix au Botswana de 1978 à 1983, utilise ce pays comme décor pour l'ensemble de ses livres publiés, qui mettent généralement l'accent sur la communauté expatriée.
Unity Dow (née en 1959), magistrate, militante des droits de l'homme, et écrivaine. Elle vient d'un milieu rural qui tend vers des valeurs traditionnelles africaines de la nature. Sa mère ne savait pas lire l'anglais, et la plupart des décisions sont prises par les hommes. Elle devint avocate et une grande partie de son enseignement se fait en Occident. Son éducation occidentale lui a valu un mélange de respect et de suspicion. En tant qu'avocate, elle est principalement connue pour ses positions sur les droits des femmes. Elle s'est portée partie civile dans une affaire qui a permis aux enfants dont seule la mère est de nationalité Botswana d'obtenir également cette nationalité. La tradition et la loi avant cette affaire indiquaient que seuls les descendants de père Botswana obtenaient la nationalité. Plus tard, elle devint la première femme Botswana juge de la Haute Cour. En tant que romancière, elle écrivit trois livres. Ces livres concernent le plus souvent les questions relatives à la lutte entre les valeurs traditionnelles et occidentales, et marquent également son intérêt pour les questions de genre et la pauvreté du pays.
L'auteur et historienne britannique Susan Williams écrivit un livre, Colour Bar: The Triumph of Seretse Khama and His Nation, qui raconte l'histoire du mariage et des luttes de Sir Seretse Khama et Lady Ruth Williams Khama.
Parmi les autres écrivains botswanais notables, citons Moteane Melamu, Gothataone Moeng et Andrew Sesinyi.

### Sport
L'équipe du Botswana de football porte le surnom de Zebras (les zèbres en anglais). Au 10 février 2022, elle est classée 149e au classement de la Fifa. Les Zebras se sont qualifiés pour la première fois de leur histoire à une coupe internationale de football en se qualifiant pour la Coupe d'Afrique des Nations, qui s'est déroulée au Gabon et en Guinée équatoriale du 21 janvier au 12 février 2012.
Le Botswana a remporté sa première médaille olympique lors des Jeux Olympiques de Londres en 2012 grâce à la médaille d'argent obtenue par Nijel Amos sur 800 mètres. Il décroche ensuite la deuxième médaille de son histoire aux Jeux Olympiques de Tokyo en 2021 avec l'équipe masculine du relais 4 × 400 m (composée de Isaac Makwala, Baboloki Thebe, Zibane Ngozi et Bayapo Ndori) qui prend la troisième place de la finale derrière les États-Unis et les Pays-Bas. Par ailleurs, l'athlète paralympique Tshotlego Morama remporte une médaille d'or en 400 m T46 lors des Jeux de 2004.
Le Botswana participe également aux Jeux du Commonwealth depuis les Jeux de 1974 à Christchurch, en Nouvelle-Zélande. Il est l'un des rares États africains à ne pas boycotter les Jeux de 1986 à Édimbourg. Les Botswanais ont remporté à ce jour dix-sept médailles, dont cinq en or (toutes en athlétisme) : onze en athlétisme, sept en boxe, et une en boulingrin (la médaille de bronze de Flora Anderson en simple femmes en 1986).

### Médias
Le Botswana possède cinq chaînes de télévision, dont l'une est publique (Botswana TV) et 4 sont privées : Now TV, Khuduga HD, Maru TV et EBotswana. Il existe cinq stations de radio locales : RB1, RB2, Duma FM, Gabz FM et Yarona FM. Il y a treize journaux : Mmegi, Sunday Standard, The Telegraph, Business Weekly, The Botswana Gazette, The Voice, The Guardian, Echo, Botswana People's Daily, DailyNews, Tswana Times, Weekend Post et The Monitor qui publient régulièrement.

### Miss Univers 1999
Mpule Kwelagobe a été élue à Chaguaramas à Trinité-et-Tobago Miss Univers 1999 dans la nuit du 26 mai 1999 devant plus d'un milliard de téléspectateurs. Ce fait a contribué à populariser le Botswana.

## Jours fériés
| Date         | Nom français              | Nom local      |
| ------------ | ------------------------- | -------------- |
| 1er janvier  | Jour de l'an              | Ngwaga o mosha |
| 2 janvier    |                           |                |
| 1er juillet  | Jour de Sir Seretse Khama |                |
| 21 juillet   | Jour du président         |                |
| 22 juillet   | Jour du président         |                |
| 30 septembre | Fête nationale            | Boipuso        |
| 25 décembre  | Noël                      | Keresemose     |

Le premier lundi suivant Noël est également férié.

## Éducation
L'éducation moderne a longtemps été assurée par les seuls ordres missionnaires catholiques.
Le Botswana a fait de grands progrès dans le développement de l'éducation depuis l'indépendance en 1966. À cette époque, il y avait très peu de diplômés dans le pays, et seul un très faible pourcentage de la population parvenait jusqu'à l'école secondaire.
Avec la découverte de filons de diamants et l'augmentation du budget du gouvernement qui s'est ensuivi, le Botswana a acquis les moyens financiers pour développer le domaine de l'éducation. Tous les étudiants sont garantis de bénéficier de dix ans d'éducation de base, conduisant à un certificat de qualification junior. Environ la moitié de la population scolaire participe à deux autres années de l'enseignement secondaire menant à l'attribution du Botswana General Certificate of Secondary Education (BGCSE). Après avoir quitté l'école, les élèves peuvent s'inscrire dans l'un des six collèges techniques du pays, ou de suivre un cours de formation professionnelle pour l'enseignement ou pour devenir infirmier, par exemple. Les meilleurs élèves entrent à l'université du Botswana de Gaborone, une université moderne et bien équipée, avec une population étudiante dépassant les dix mille inscrits.
Les gains quantitatifs n'ont pas toujours été récompensés par un gain qualitatif. Les écoles primaires en particulier, manquent encore de ressources, et les enseignants sont moins bien rémunérés que leurs collègues du secondaire. Le gouvernement du Botswana espère qu'en investissant une large part de recettes nationales dans l'éducation, l'économie du pays deviendra moins dépendante des revenus du diamant, mais également moins dépendante des expatriés pour alimenter son marché du travail en travailleurs qualifiés.
En janvier 2006, le Botswana annonce la réintroduction des frais de scolarité après deux décennies d'éducation exclusivement financée par l'État. Néanmoins, le gouvernement prévoit toujours d'accorder des bourses à tout étudiant de l'université du Botswana ou si la formation n'est pas assurée localement, comme les études de médecine, lorsqu'il doit étudier à l'étranger.